# Iglesia de San Martín (La Zarza)
La iglesia de San Martín es un templo católico situado en la localidad española de La Zarza, perteneciente a la provincia de Badajoz (comunidad autónoma de Extremadura). La iglesia de San Martín se ubica en una zona elevada de la población, en el centro de un conjunto de desembocaduras de calles. Se localiza exento y pertenece a la diócesis de Mérida-Badajoz. La iglesia fue declarada bien de interés cultural en la categoría de monumento el 30 de septiembre de 2014.

## Historia
La historia del templo ha sido azarosa, al haber permanecido sin uso durante mucho tiempo y haber sido sometida a diferentes restauraciones y reconstrucciones, entre ellas la restauración de la cubierta, así como la reconstrucción completa del campanario de la torre, al arruinarse el original.
La edificación corresponde a una cronología esencialmente del siglo XVI, si bien en su cronología son apreciables distintas etapas, apreciándose algunas diferencias formales entre la cabecera, poco más antigua, y la nave. Las dos portadas sería, a su vez, más tardías, probablemente del XVII. 
Elemento de singular interés es la credencia u hornacina similar a otras que se pueden encontrar en la comarca de Mérida. Es posible que en su ejecución interviniera Pedro de Maeda, autor documentado en la portada plateresca de Fuente del Maestre, por ciertas similitudes estilísticas.

## Características
El templo es un ejemplo de arquitectura del siglo XVI, siendo perceptible la gran unidad estilística del interior del templo.
El edificio está construido mediante el uso de ladrillo, mampostería vista y sillares. Destaca además en el templo el aspecto mudéjar de parte de la construcción, particularmente el friso de ladrillo ubicado sobre las fachadas del evangelio, de los pies, y en el ábside, realizado mediante arcos entrelazados y almenas escalonadas.
En el interior hay una gran diafanidad y amplitud espacial. Son de particular interés las bóvedas de crucería y las ménsulas renacentistas que soportan los empujes de los arcos de la nave, con diseños en los que son visibles denticulados, cabezas de angelotes y otros motivos decorativos, los cuales denotan corresponder a una fase avanzada del siglo XVI. En las claves de las bóvedas son visibles el escudo de la Orden de Santiago y distintos motivos geométricos. Sobresalen en planta tres capillas que se cubren también mediante bóvedas de crucería.